# Museu Pius-Clementí
El Museu Pius-Clementí (Museu Pio-Clementino) forma part dels Museus Vaticans de Roma. Situat al petit palau del Belvedere, és el complex més gran dels museus del Vaticà. Amb una dotzena de sales, alberga importants col·leccions de l'època grega i romana, incloses algunes obres mestres de l'art mundial.

## Història
El museu va ser fundat pel papa Climent XIV el 1770, després de la compra de les col·leccions Fusconi i Mattei. Instal·lat al Petit Palais du Belvédère , Pius VI va continuar el museu fins al 1793, d'aquí el seu nom " Pio-Clementino », Segons els plànols de l'arquitecte Michelangelo Simonetti. Allotja col·leccions d'escultures gregues, romanes i clàssiques, a més d'obres relacionades amb el món funerari (sarcòfags, altars, etc.) i mosaics.

## Col·leccions
- Gabinet d'Apoxyomenos:

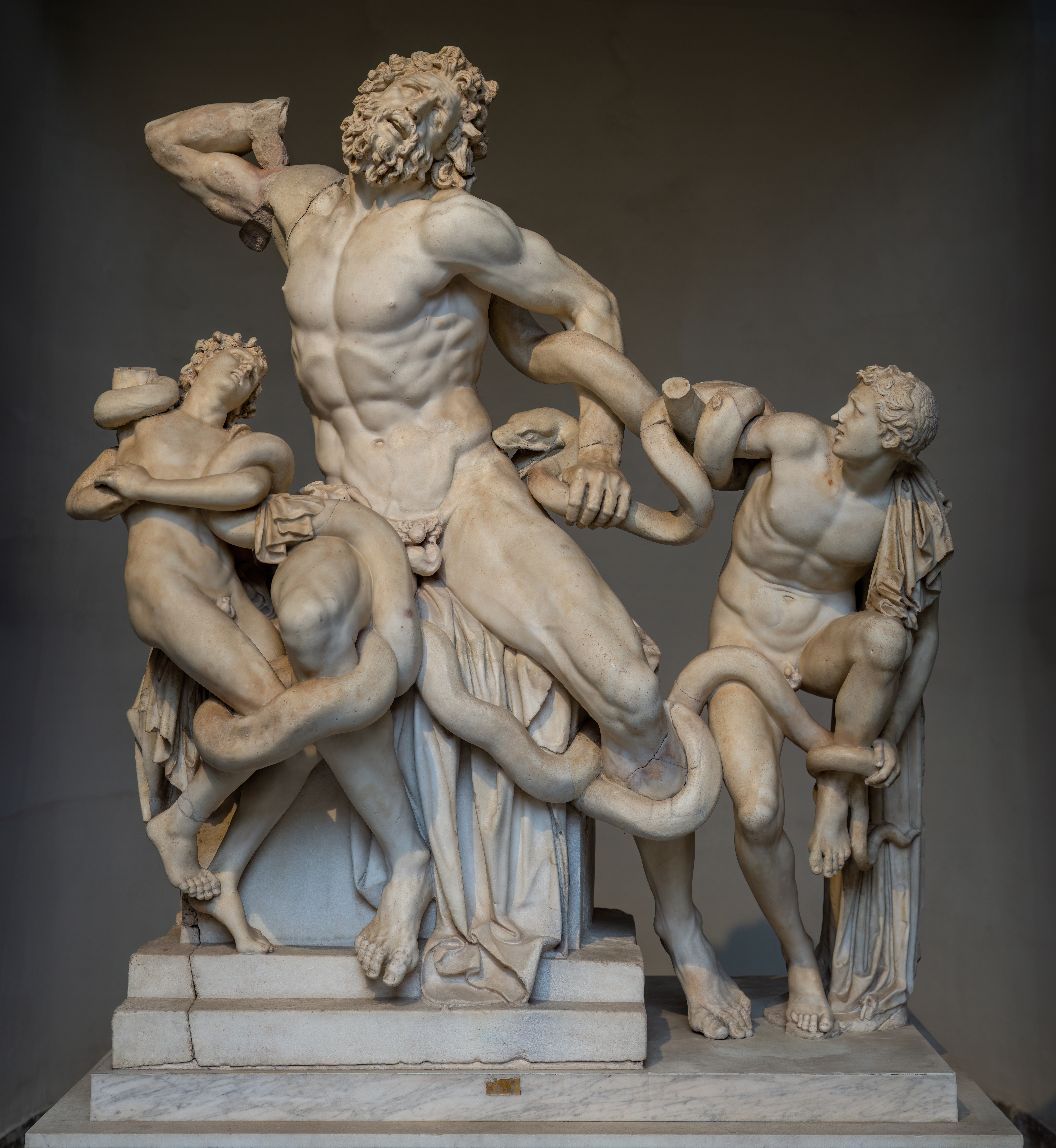
Laocoont i els seus fills, obra de l'Illa de Rodes Agesandros, Athénodore i Polidor de Rodes, II i o I segle aC

  - Escultura homònima de Lisip (c. -320) que representa un atleta que es frega amb un estricte
- CortOctogonal. La Cort Octagonal és el primer embrió dels Museus Vaticans. Originalment era un jardí de tarongers adornat amb estàtues. S'hi van instal·lar obres antigues a la paret principal del pati. Sota el papa Climent XIV, el pati està envoltat per un pòrtic octogonal amb diversos armaris per allotjar estàtues i que li dona l'aspecte actual.
  - Apol·lo del Belvedere, probablement de Leòcares el Vell (c. 330 aC / 320 aC)
  - Laocoont i els seus fills, un grup que representa a Laocoont i els seus dos fills atacats per serps enviades per Atena, obra d'escultors de Rodes (segle i)
  - Antinoüs del Belvedere, de fet un Hermes del tipus Andros-Farnese, una còpia romana d'un original grec probablement del segon classicisme (segle IV aC.)
  - Perseu triomfant d'Antonio Canova (vers 1800), encarregat per Pius VII per compensar la pèrdua d'obres confiscades per Napoleó
  - Creugante i Damoxene, també de Canova, sobre un tema de Pausànies
  - Venus Felix representant Venus i el seu fill Cupido.
  - Riu Tigre, conjunt format per una figura allargada que representa el riu i un sarcòfag que serveix de conca i que il·lustra una escena amb les amazones.
- Habitació Animal. Aquesta sala reuneix escultures de marbre que representen animals domèstics o salvatges, però també animals fantàstics com el centaure, el grifó i el minotaure. També hi ha dos personatges vinculats a un animal:
  - Méléagre, còpia de probablement Escopes de Paros, segon classicisme
  - Mithra, representació tradicional de la tauroctonia: Mithras sacrifica un toro, mentre un escorpí i un gos busquen evitar-lo
- Galeria d'Estàtues. Es troba a l'antiga galeria del Petit Palau del belvedere.
  - Hermes ingenui, còpia romana d'una estàtua del primer classicisme (segle V aC.)
  - Apol·lo sauròcton, còpia romana de l'original de Praxíteles
  - Amazon Mattei, còpia de l'original de Fídies
  - Ariadna dormint, còpia de l'original hel·lenístic
  - Jupiter Verospi, còpia romana del segle iii Capitolí Júpiter d'Apol·loni, segle I aC.
- Gabinet de màscares:
  - Afrodita Colonna, còpia d'Afrodita de Cnidos de Praxíteles
- Sala rodona:
  - Estàtua colossal d'Antinous amb els atributs de Dionysos-Osiris
  - Bust d'Antinous, de Villa Adriana a Tívoli
  - Cap colossal de Júpiter d'Otricoli, segon classicisme
  - Cap colossal de l'emperador Hadrià, de Castell de Sant'Angelo
  - Claudi amb els trets de Jupiter segle i.
  - Hèracles, estàtua de bronze, segle ii.
- Sala de les Muses. Es van descobrir set estàtues de muses i Apol·lo durant les excavacions a Tivoli en una vil·la romana el segle xviii. Aquestes estàtues es van agrupar al Saló de les Muses dissenyat per l'arquitecte Michelangelo Simonetti.
  - Apol·lo citarede, representació d'Apol·lo tocant la lira.
  - Estàtua de la musa Cal·líope
  - Estàtua de la musa Thalia
  - Tors del Belvedere

## Galeria

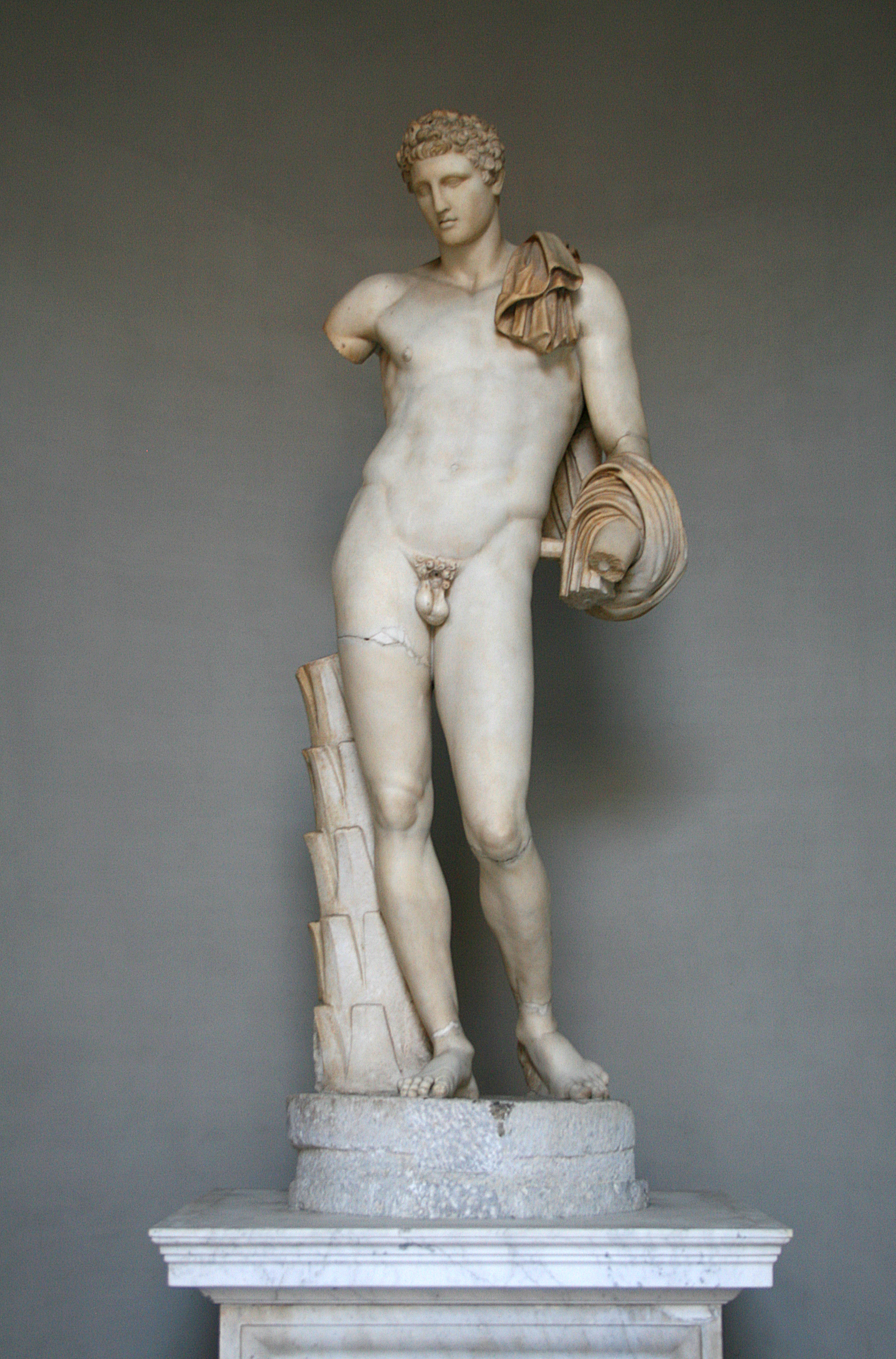
Antinoüs del Belvedere (Hermès)
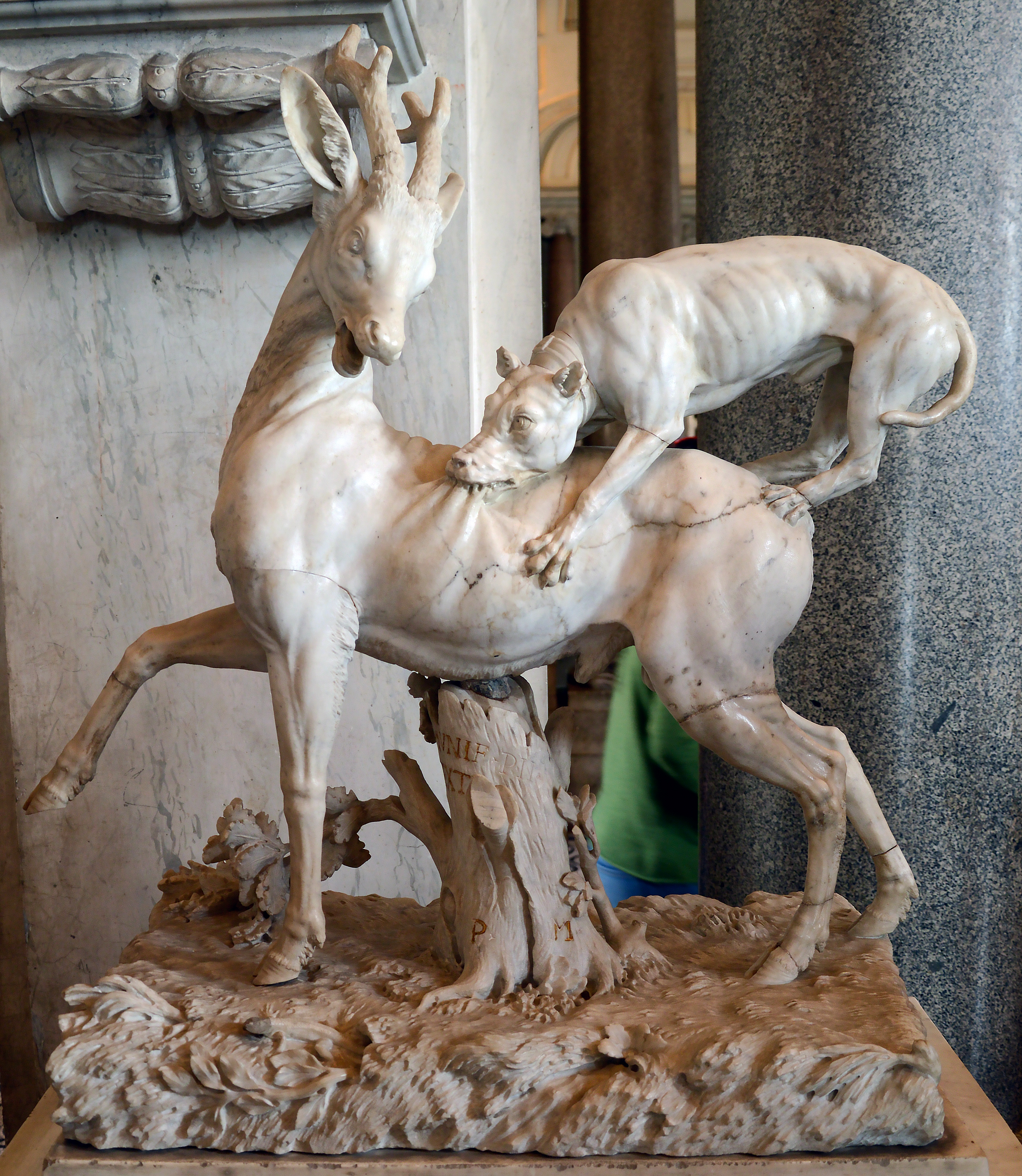
Sala per a animals
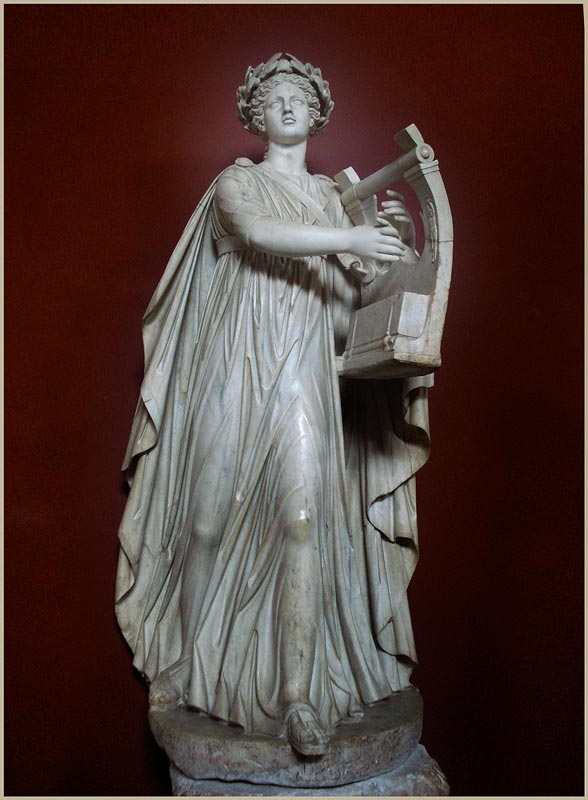
Apol·lo Citharède
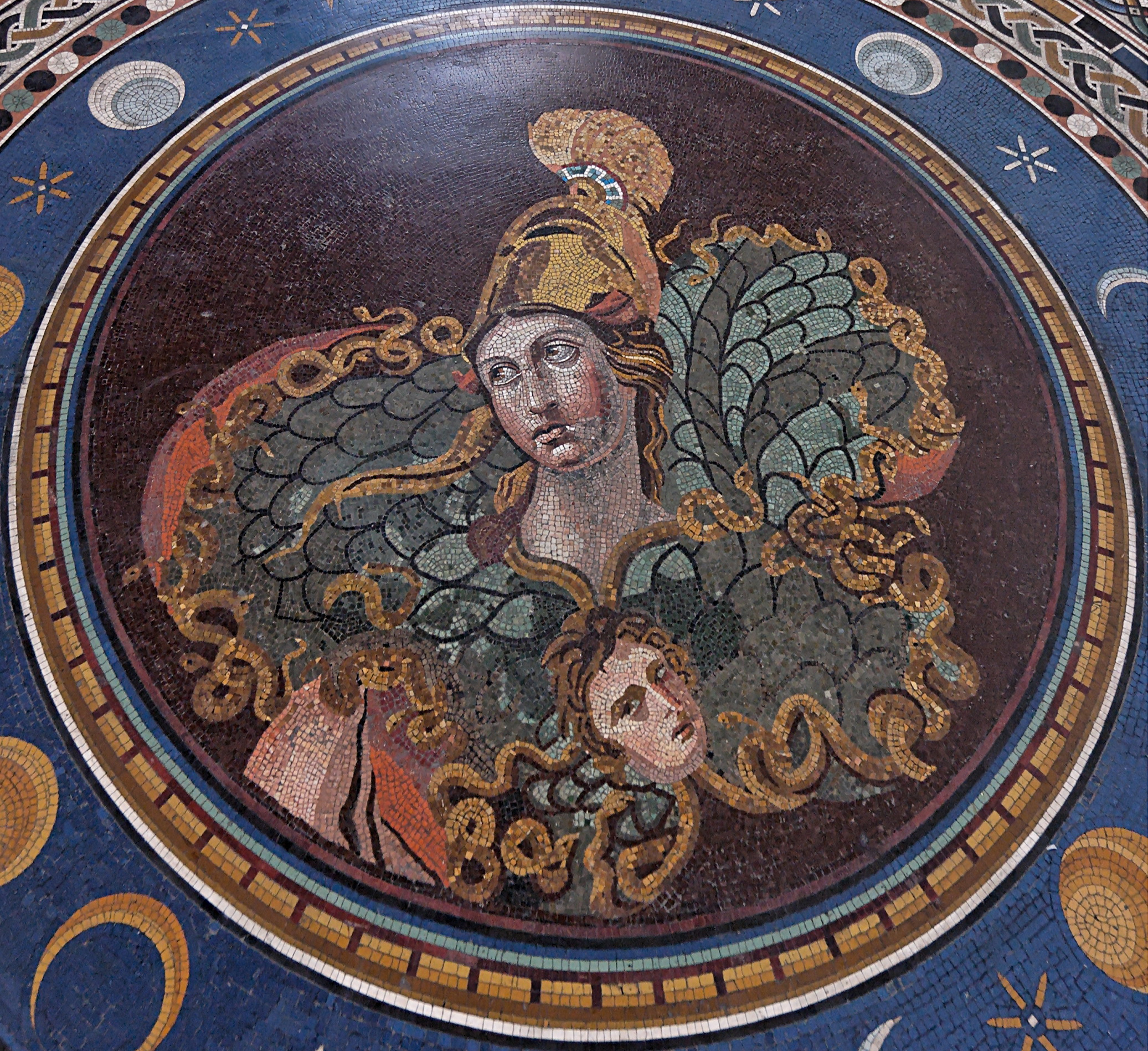
Mosaic d'Atena al paraigua
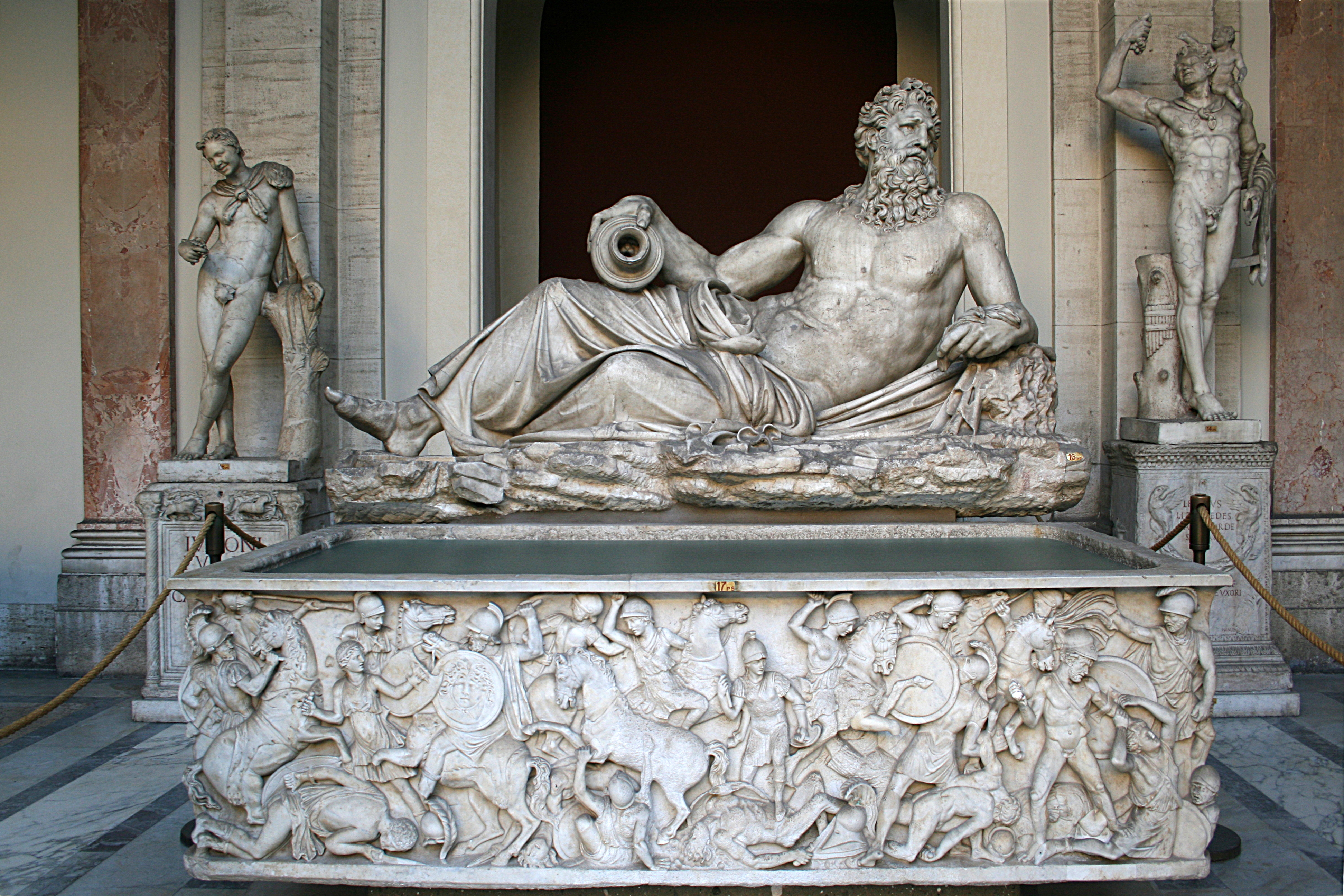
Sarcòfag el riu Tigre (escultura)
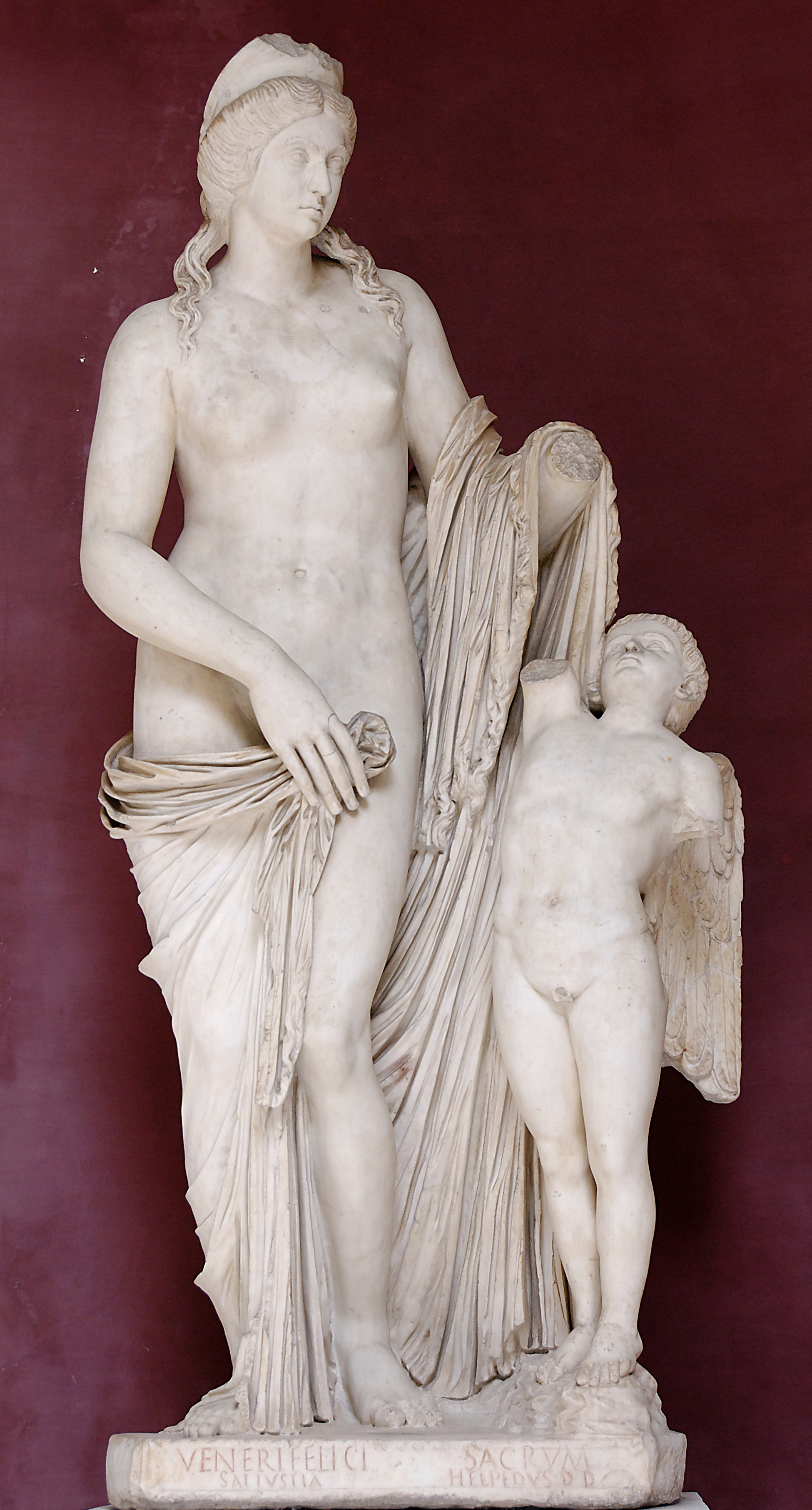
Venus Felix
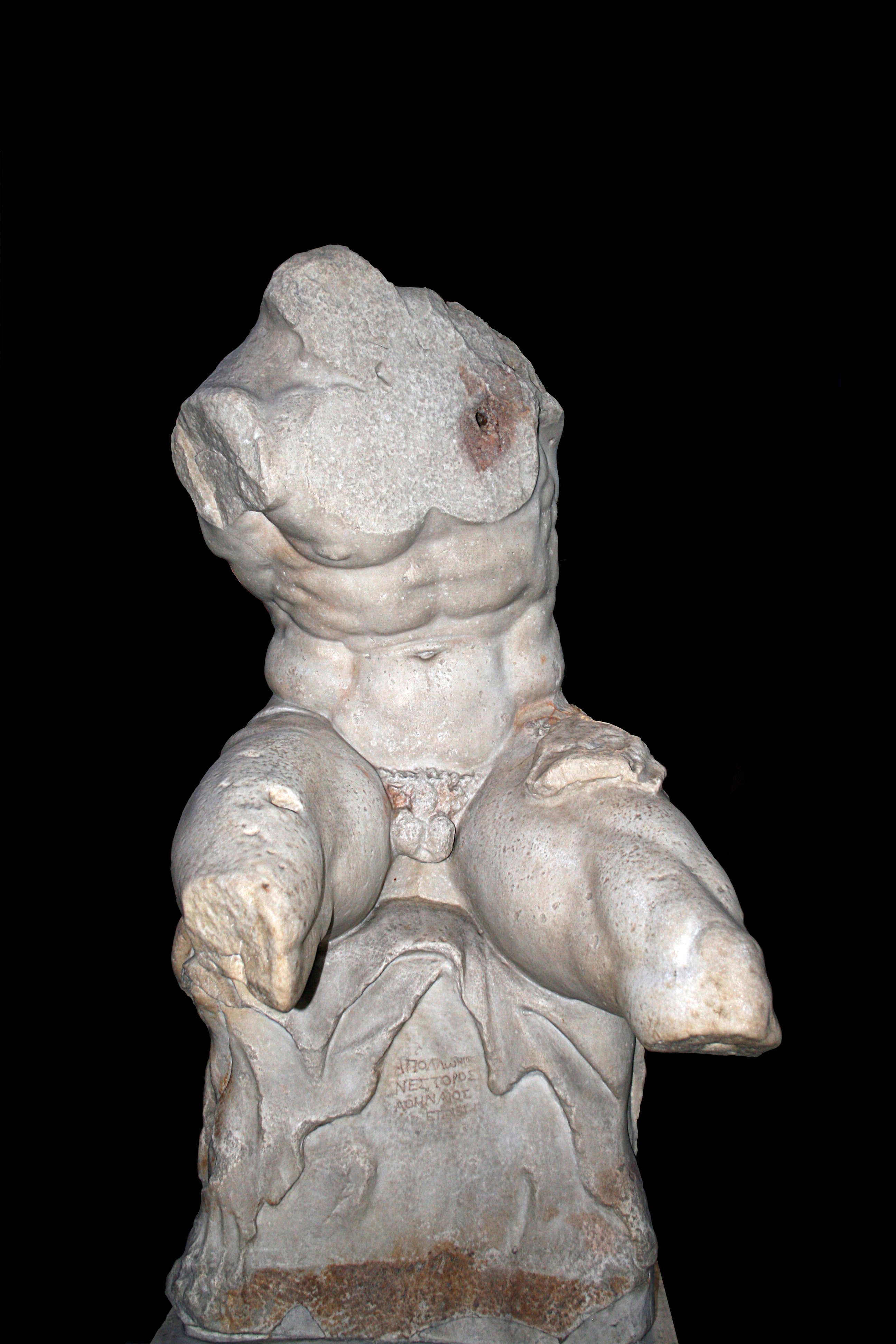
Tors del mirador
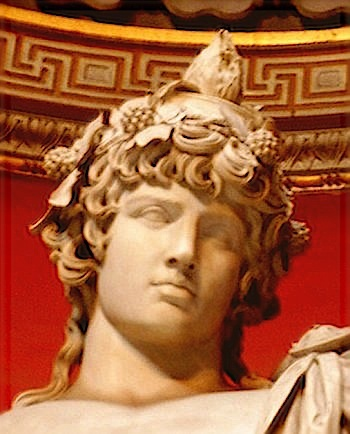
Colossal Antinous
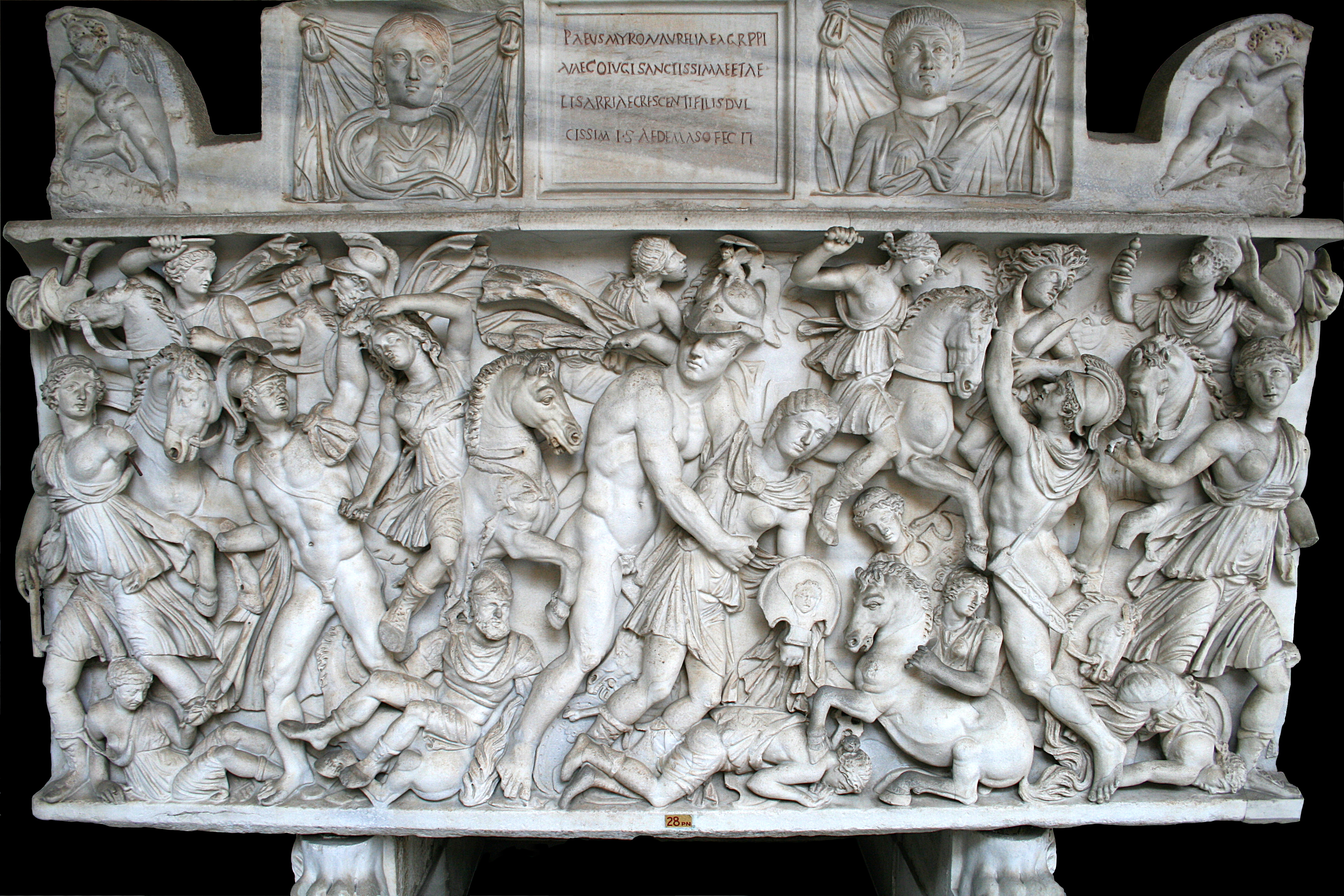
Sarcòfag d'Aquil·les i Pentileu
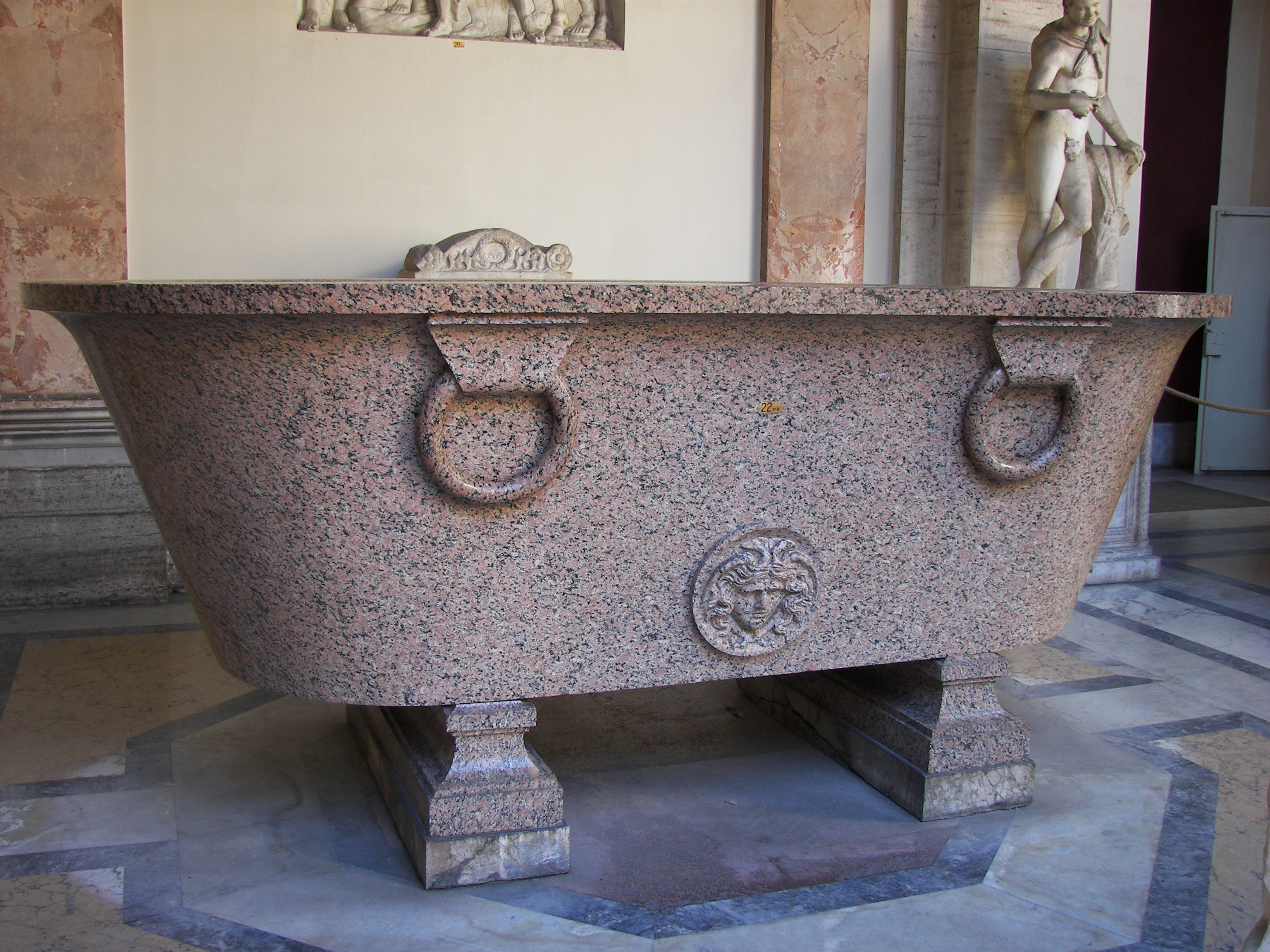
Bany de granit romà
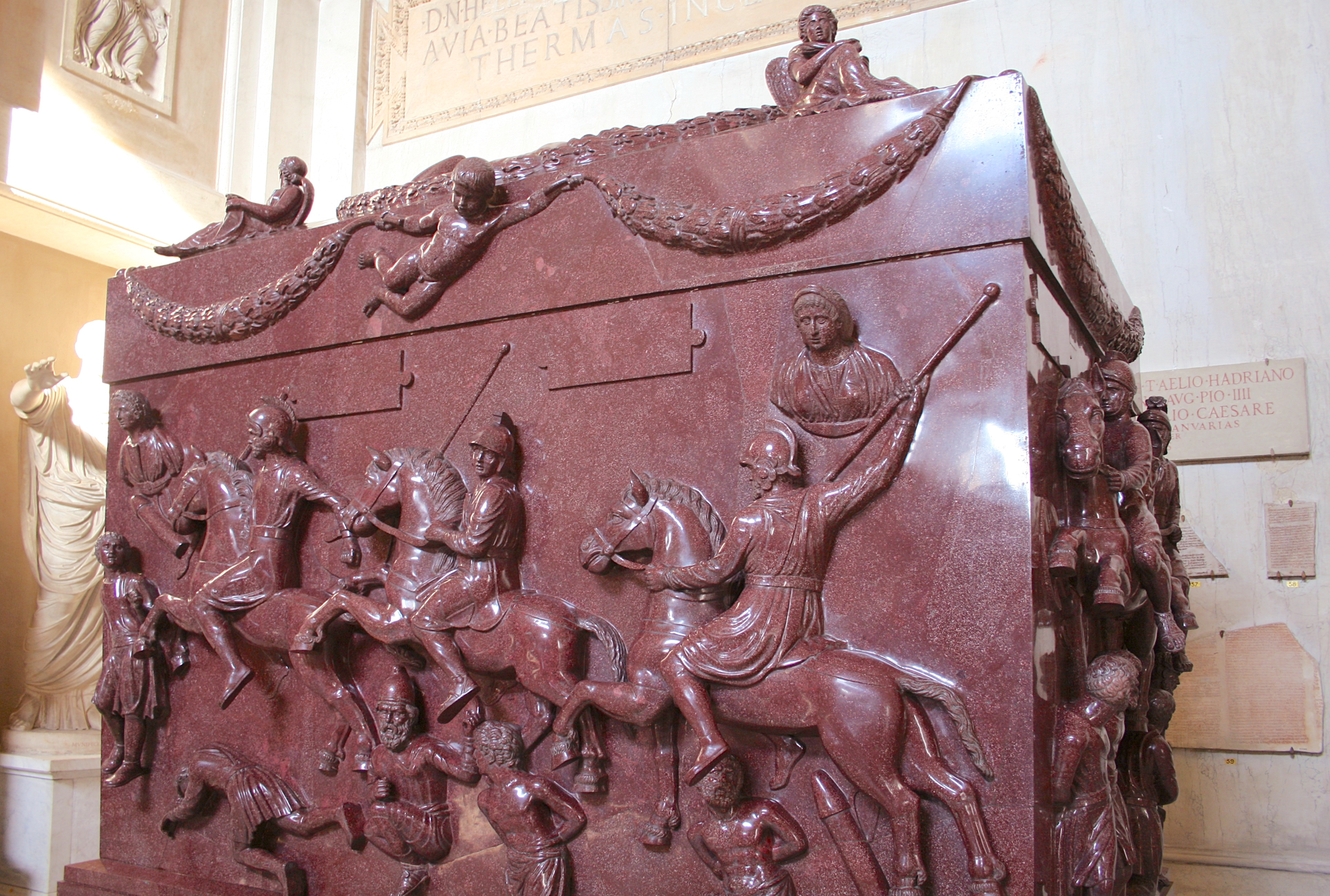
Sarcòfag de Santa Helena
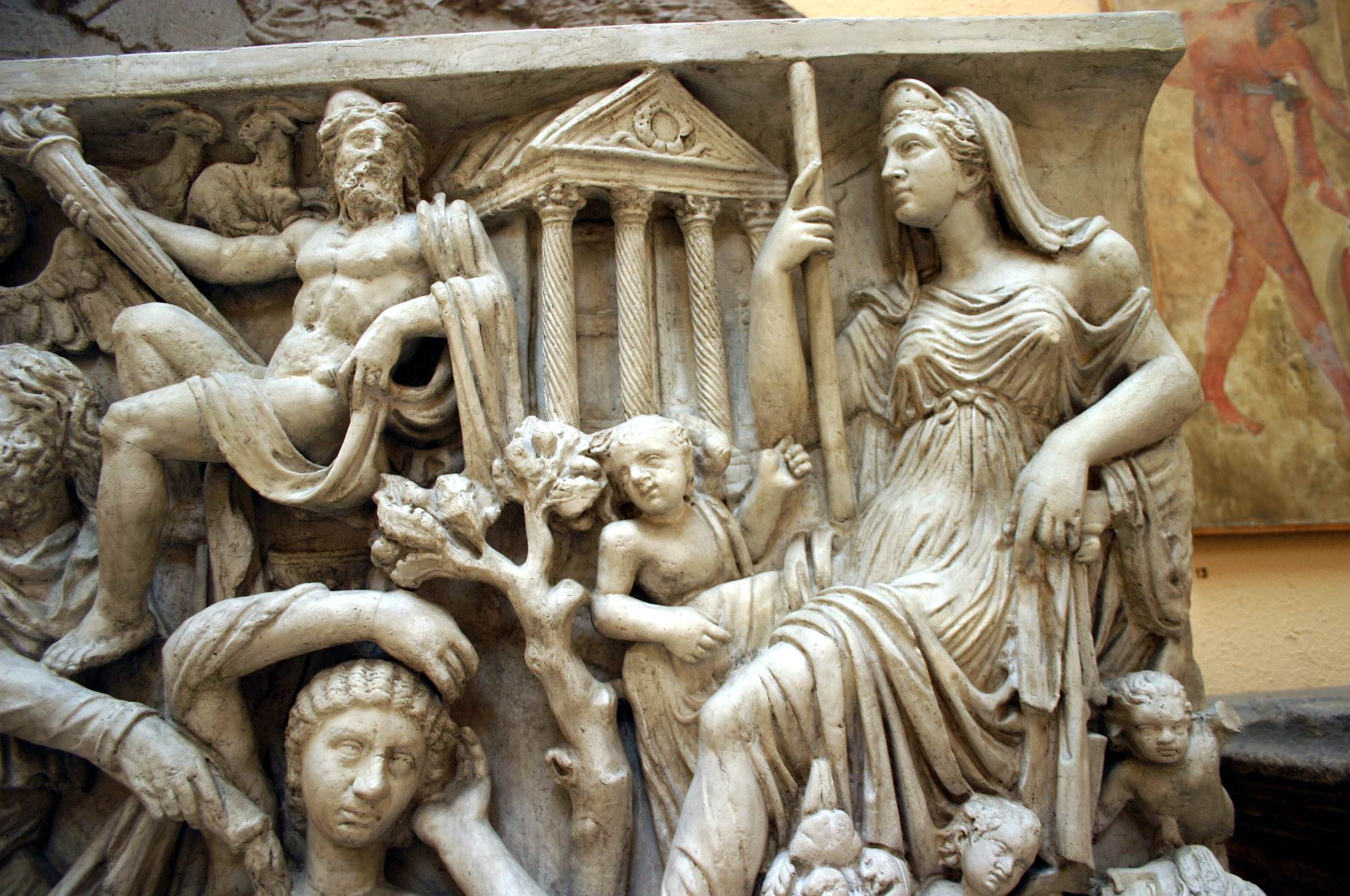
Detall del sarcòfag de Mart i Rea Silvia
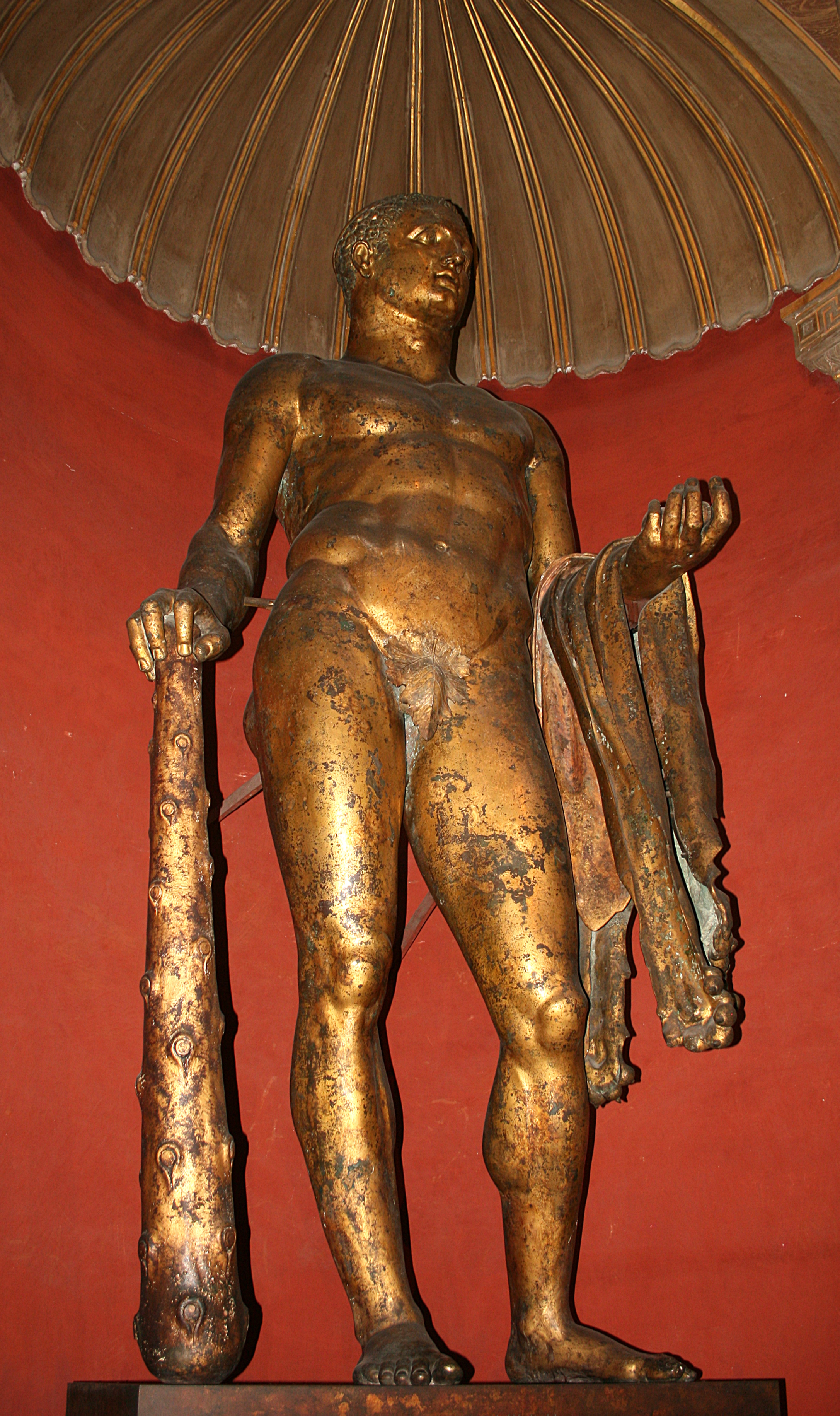
Estàtua de bronze d'Hèrcules
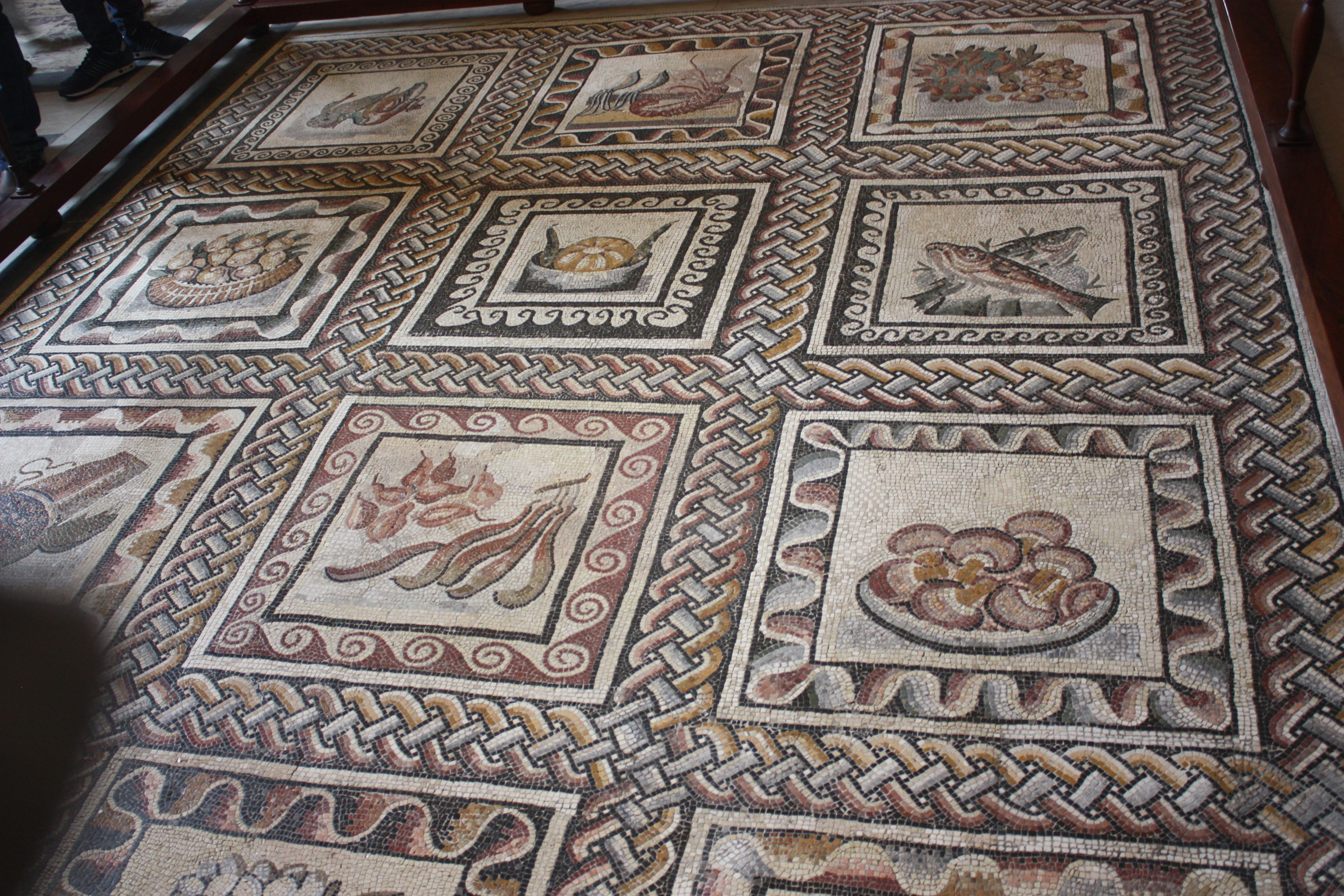
Mosaic
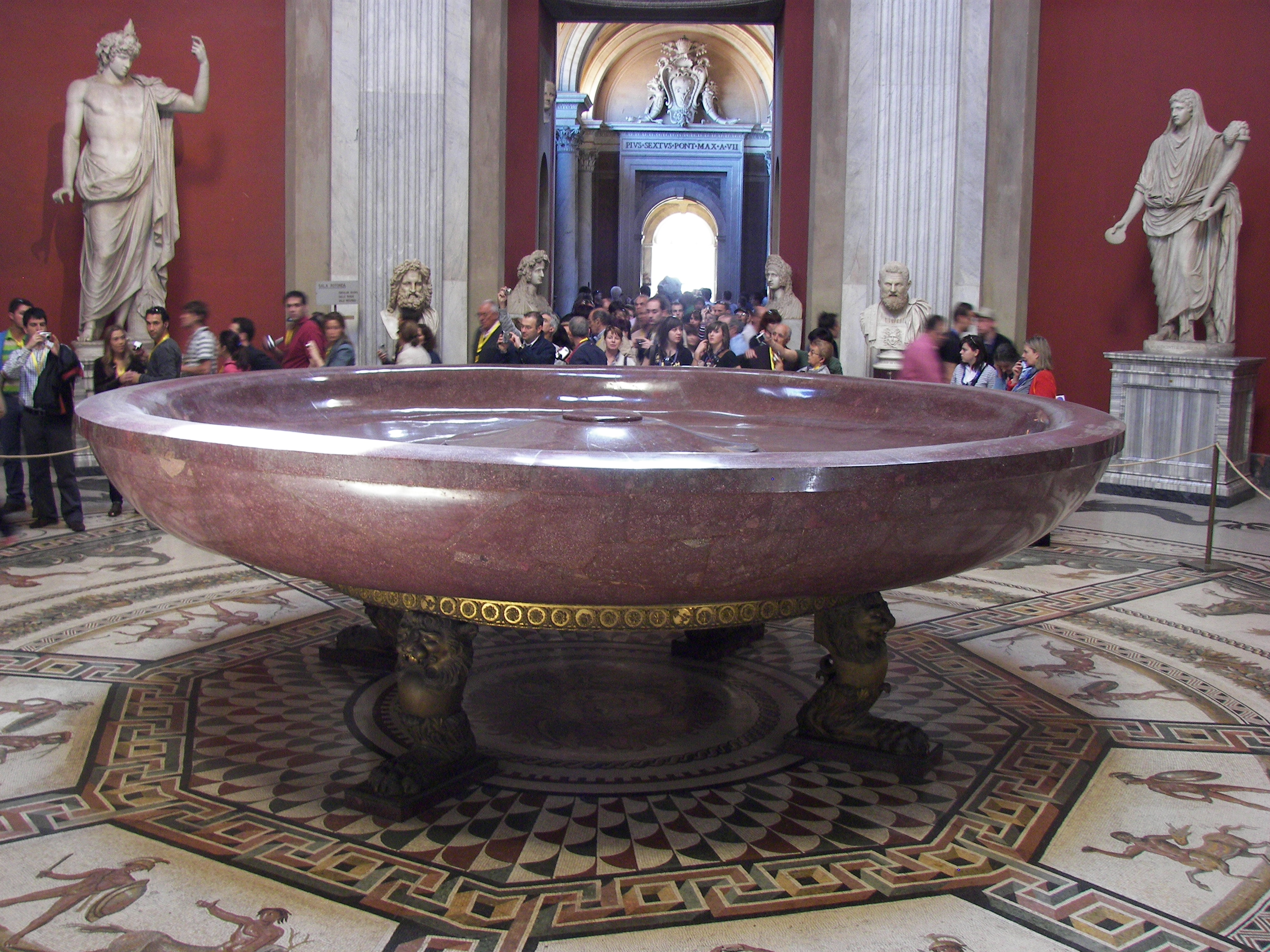
Conca gegantina de granit romà
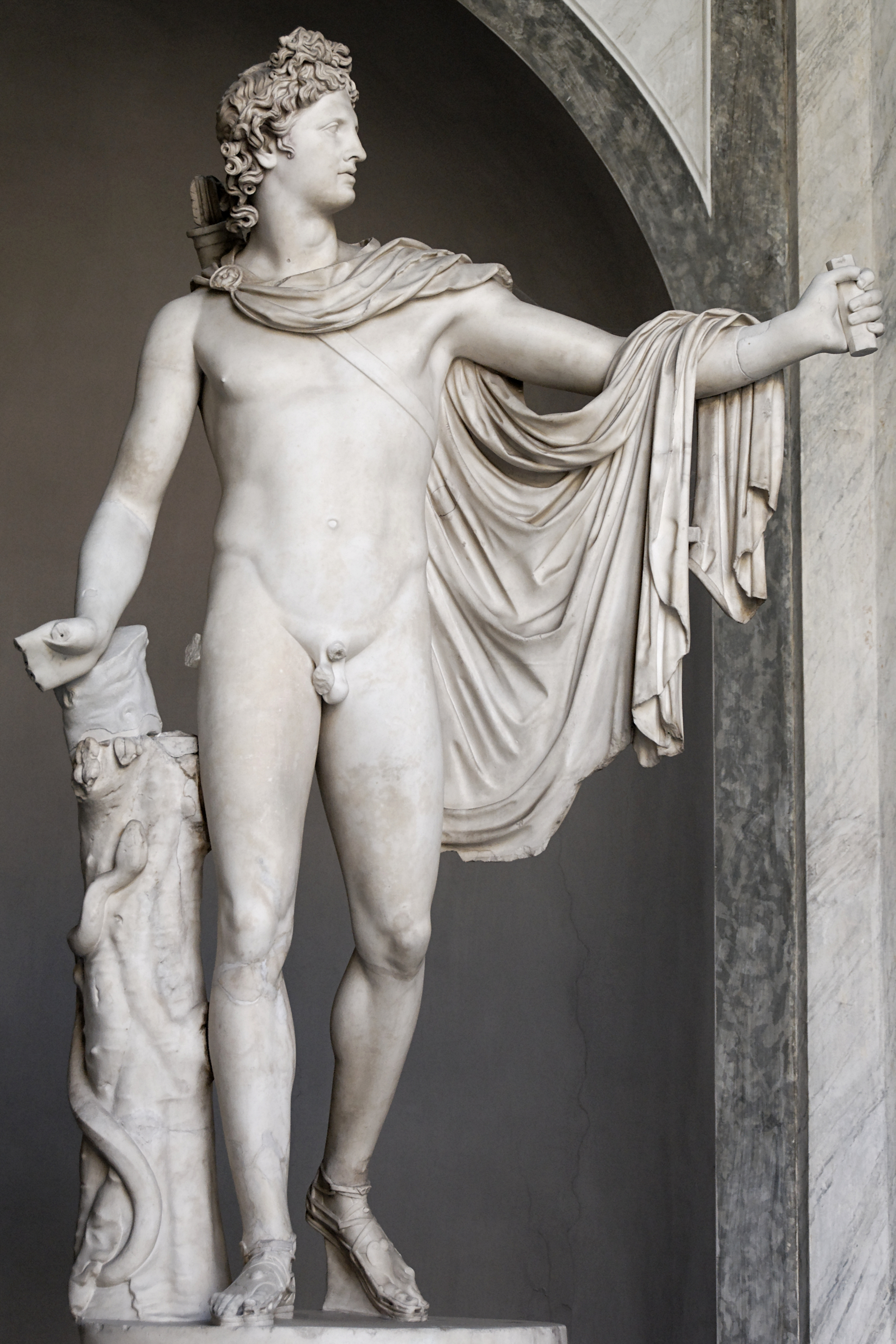
Belvedere Apollo
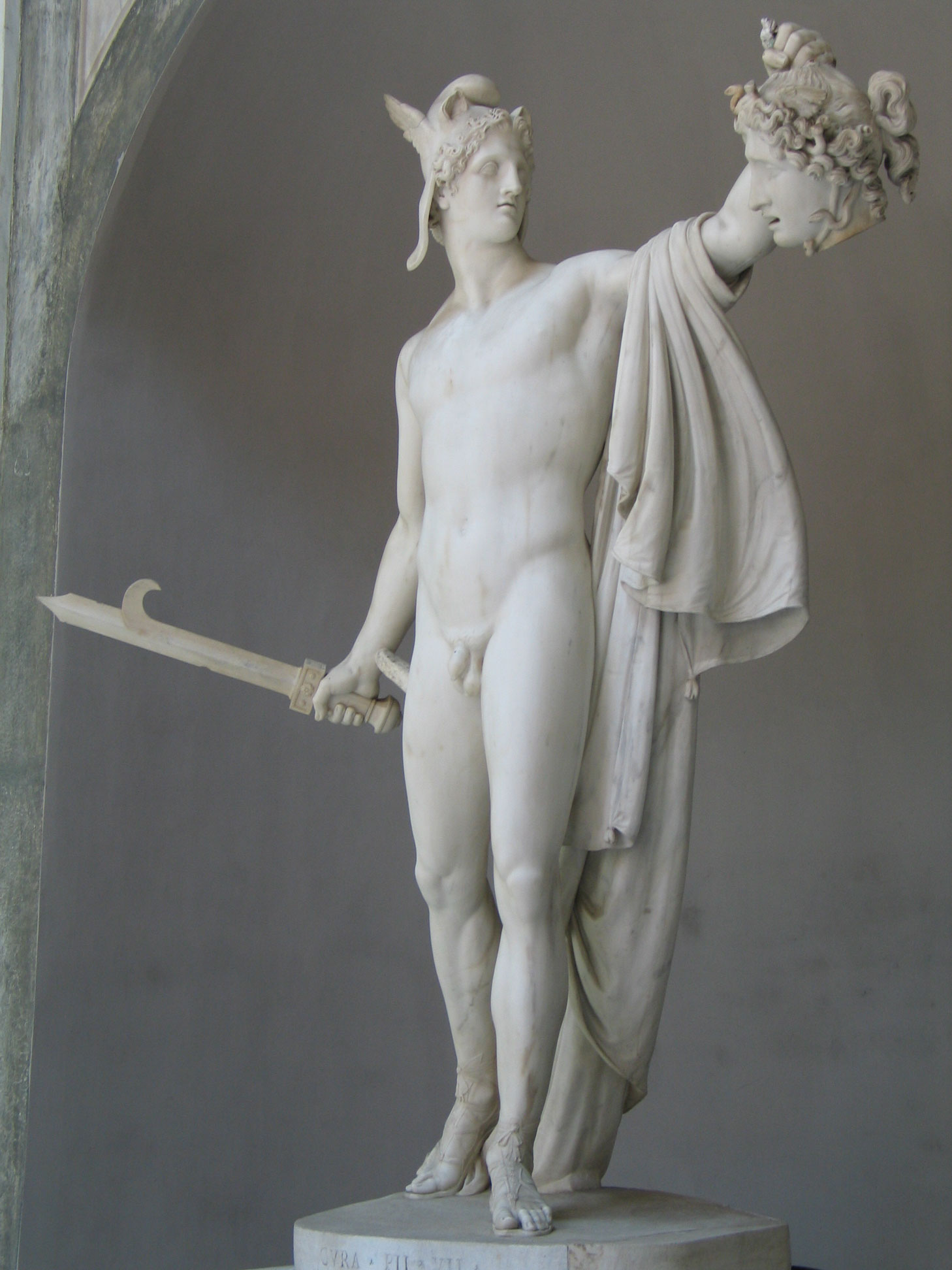
Perseu amb el cap de Medusa
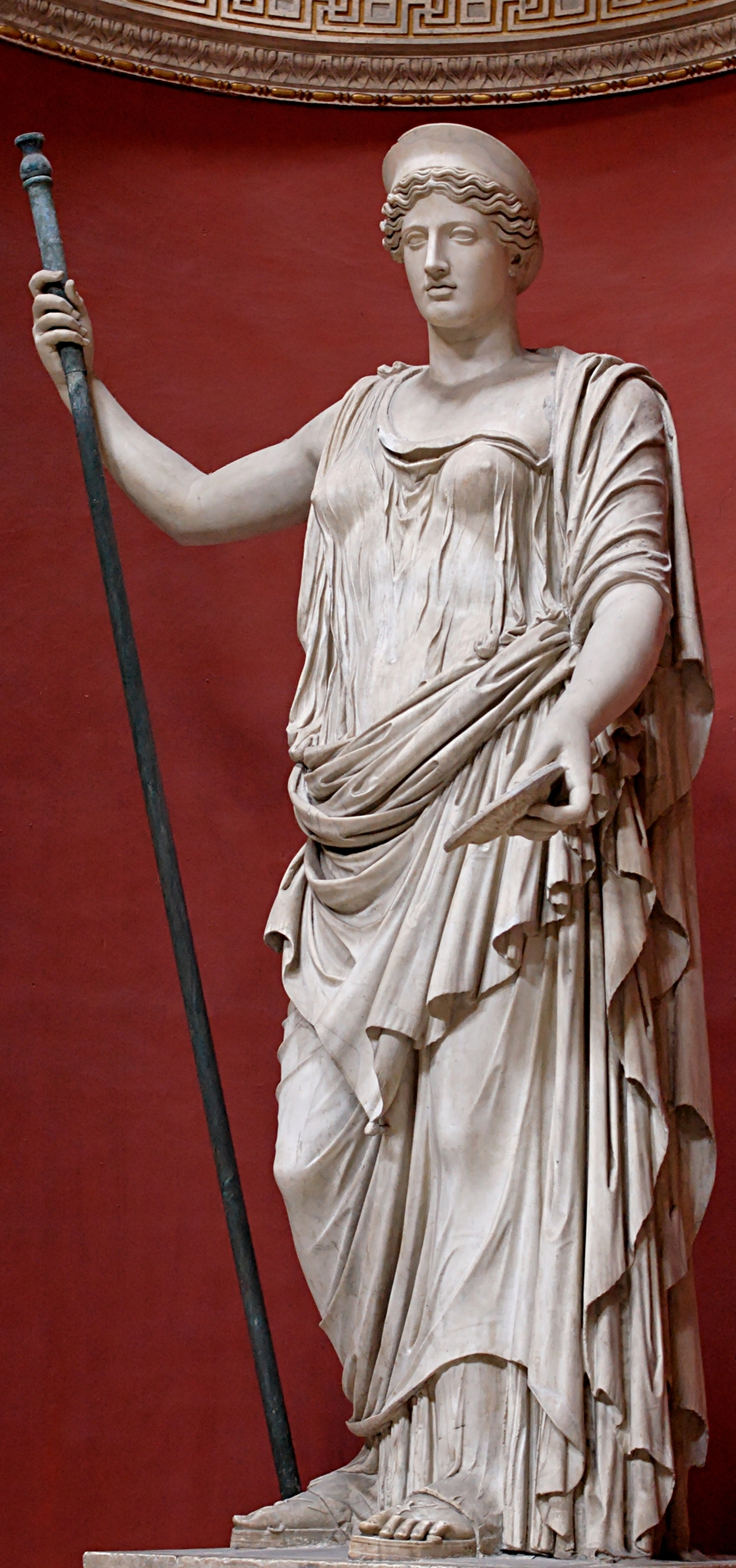
Hera Barberini

## Les sales
El museu es divideix avui en dotze sales, inclòs el pati octogonal, i alberga importants col·leccions d'època grega i romana. El recorregut estandarditzat de la visita es realitza en l'ordre invers de la numeració inicial de les sales, començant per la Galeria Candelabra i la Sala della Biga, passant després pels llocs següents:
- XII - Vestíbul quadrat
- X - Gabinet Apoxymene
- XI - Vestíbul
- VIII - Pati octogonal amb vistes:
  - Gabinet d'Apolo
  - Gabinet de Laocoont
  - el gabinet Hermès
  - el gabinet Canova.
- IV - Sala d'animals
- V - Galeria d'Estàtues
- VI - Saló dels Busts
- VII - Gabinet de màscares
- III - Sala de les Muses
- II - Sala de la Rotonda
- I - Saló de la Creu Grega

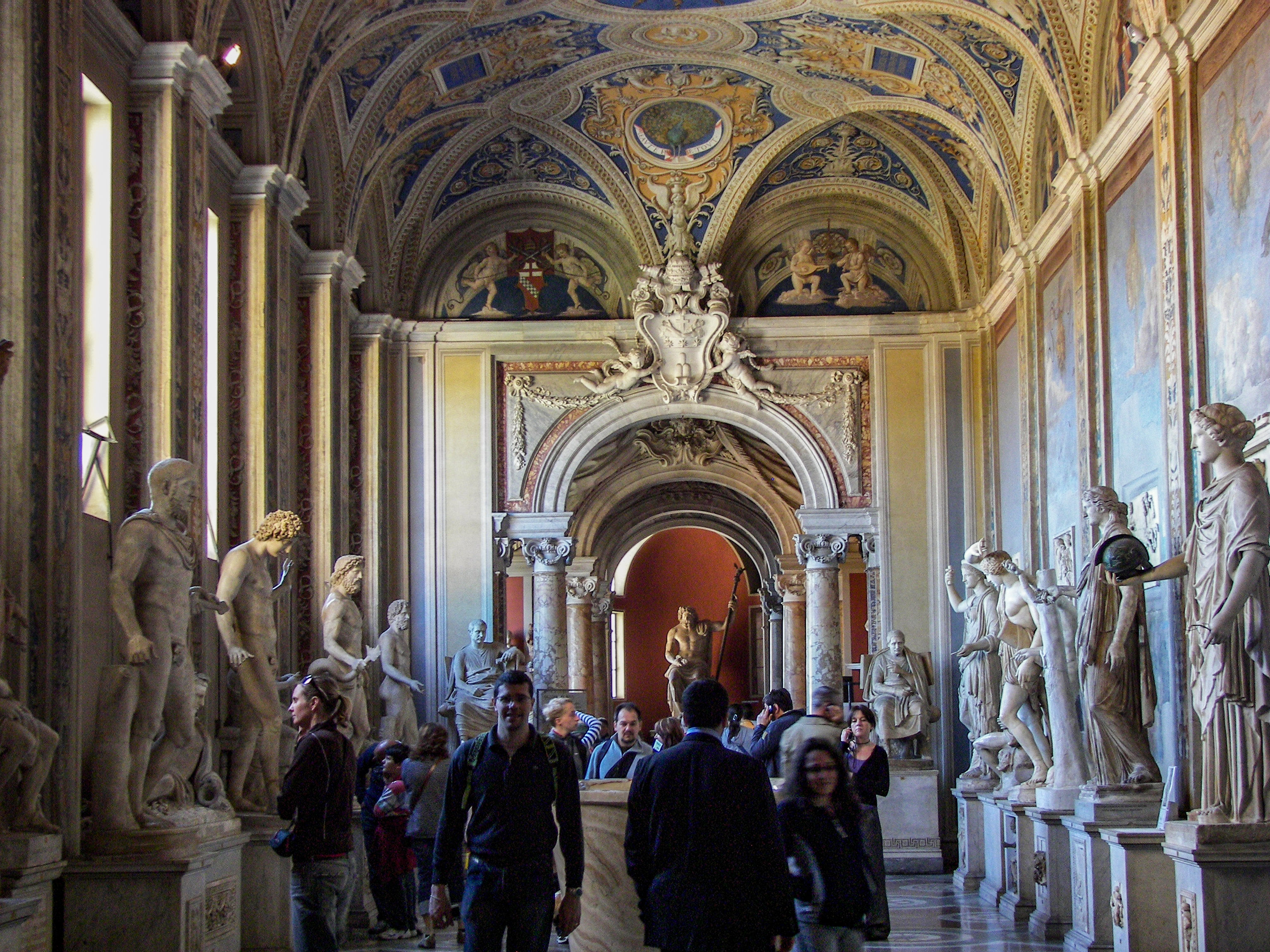
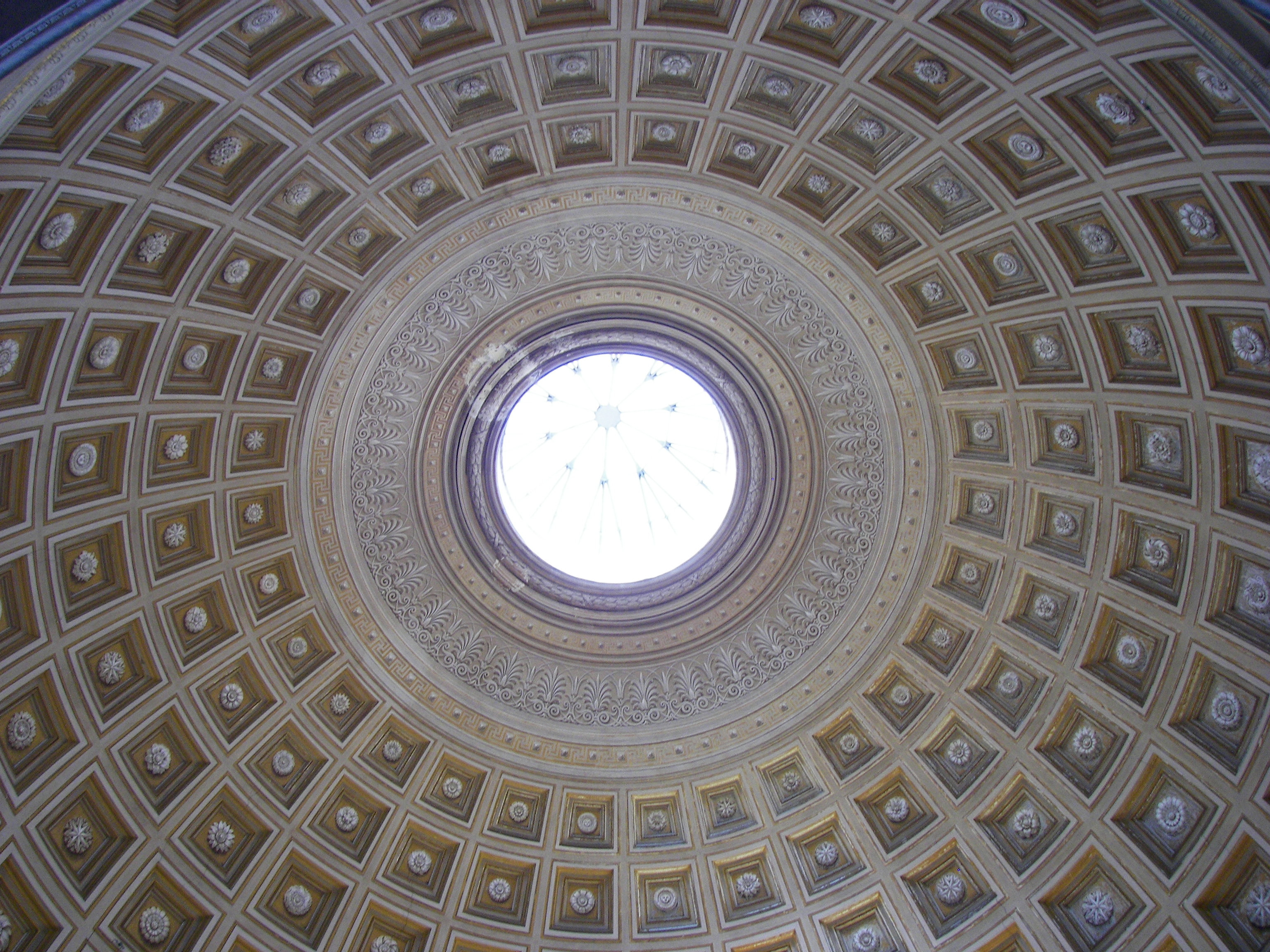
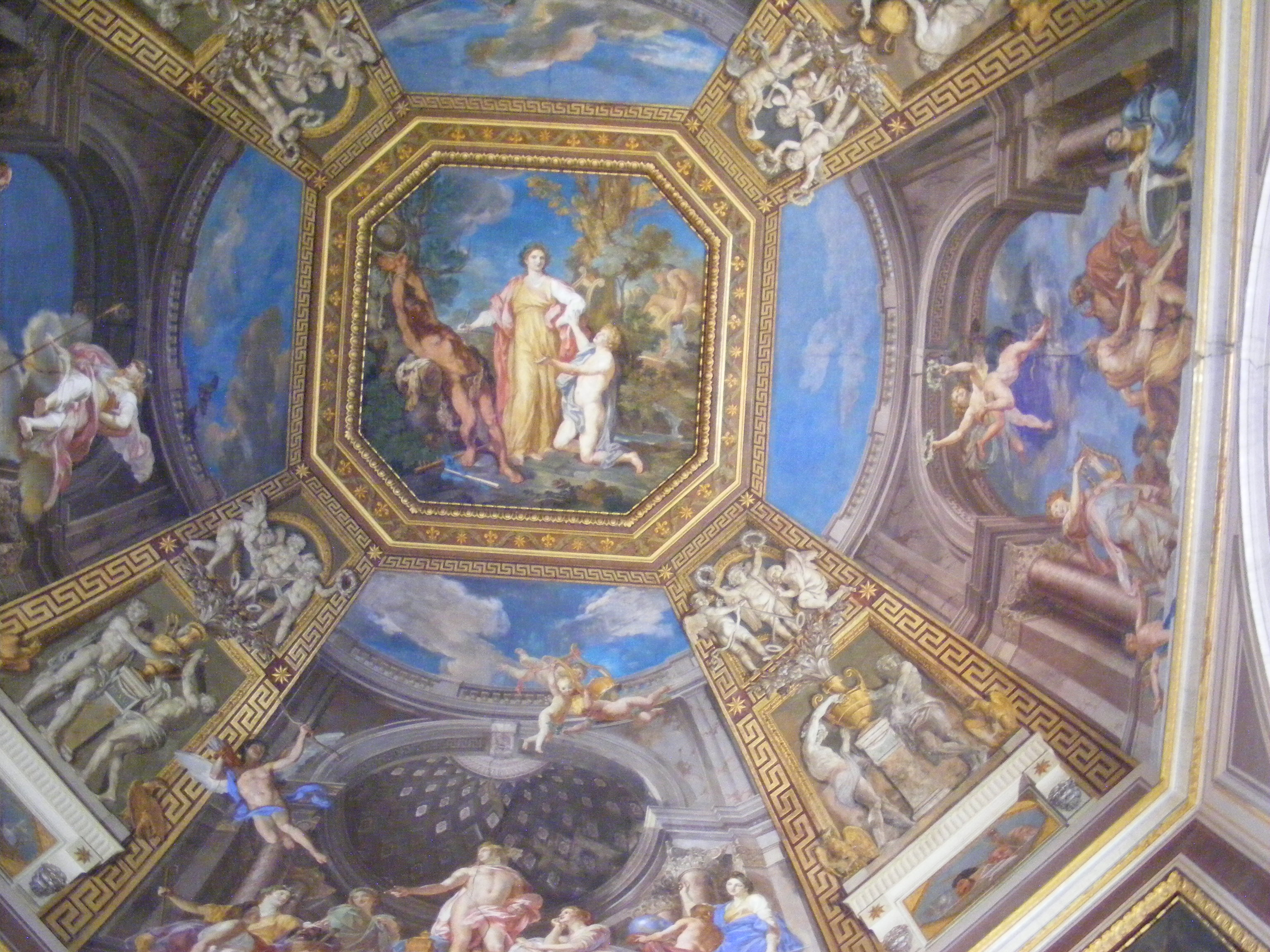
Sala de les Muses
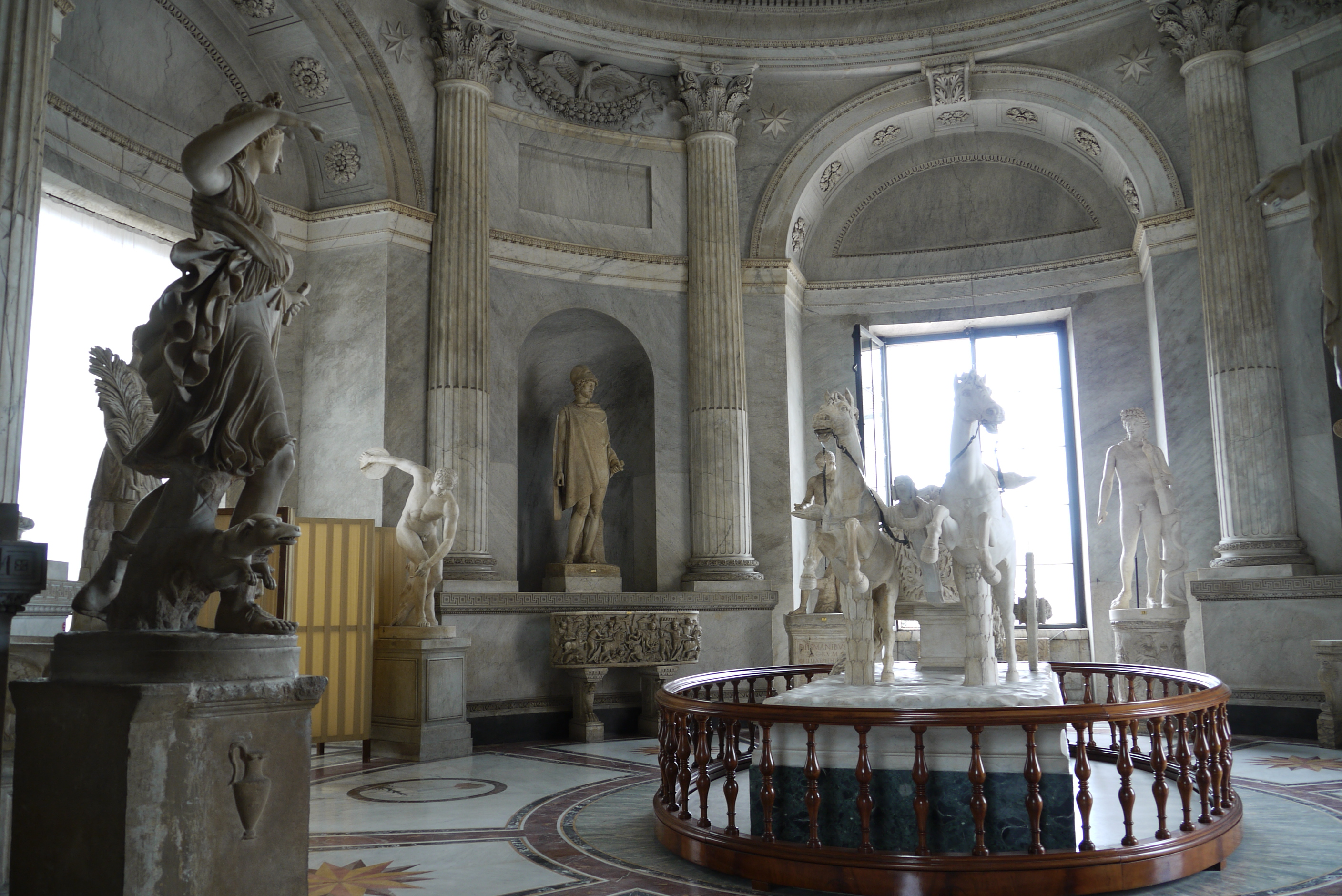
Sala de la Biga
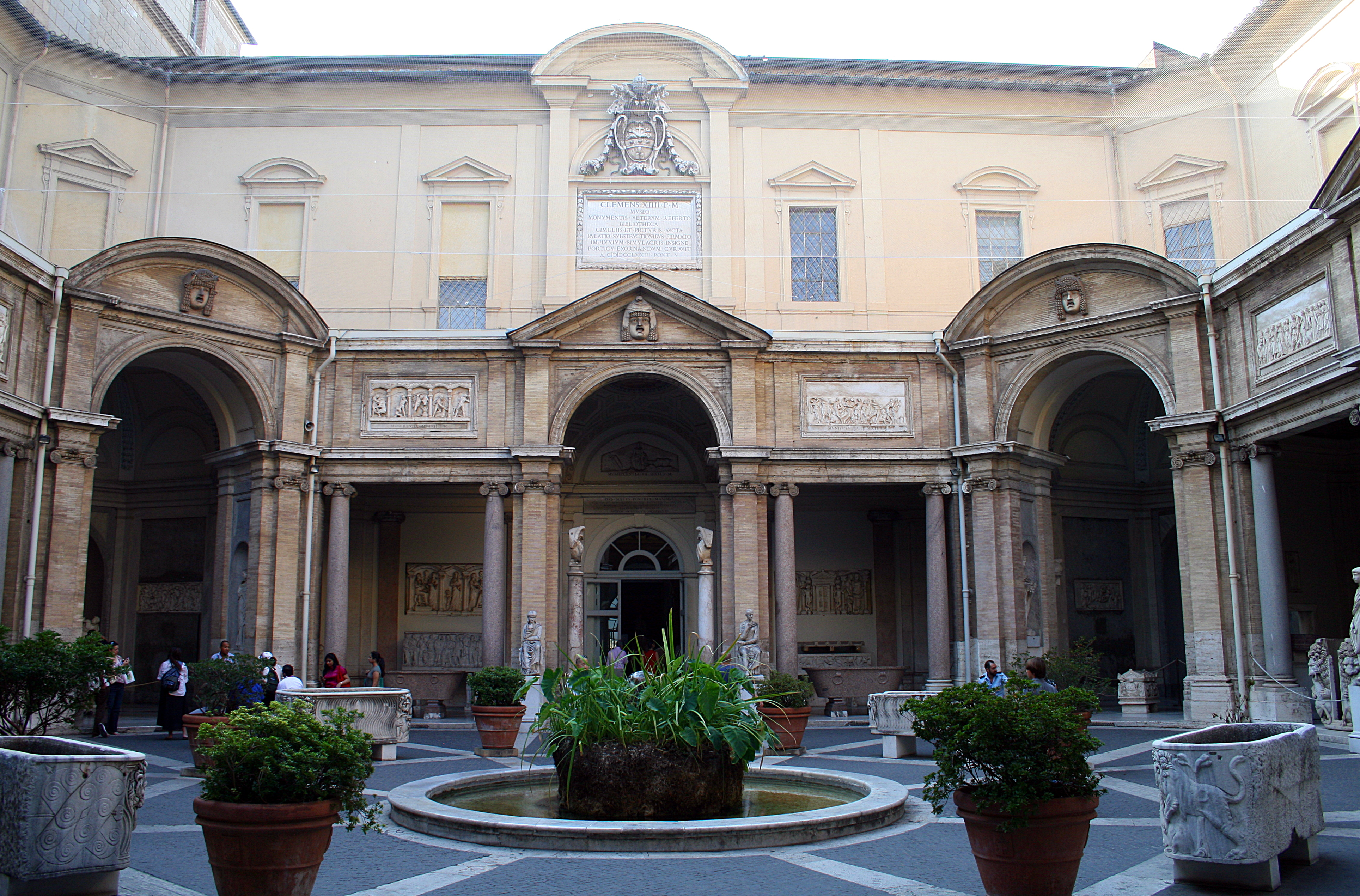
Cortile octagonal
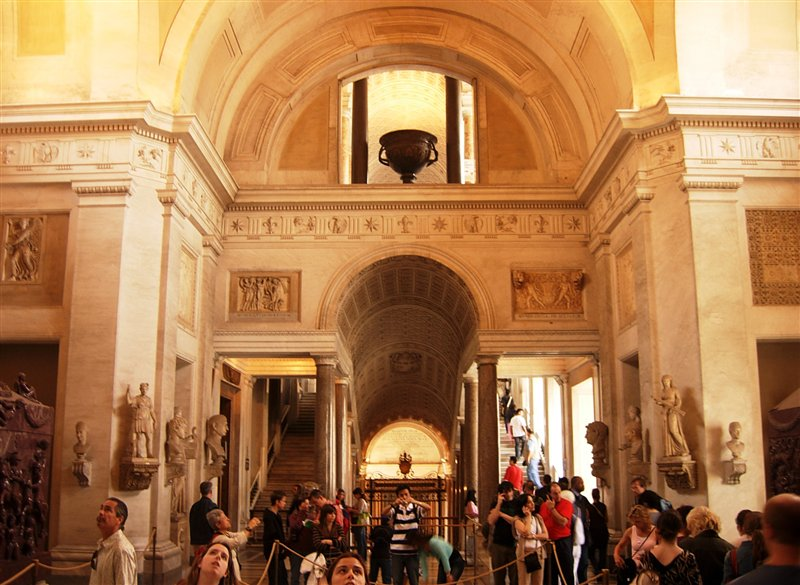
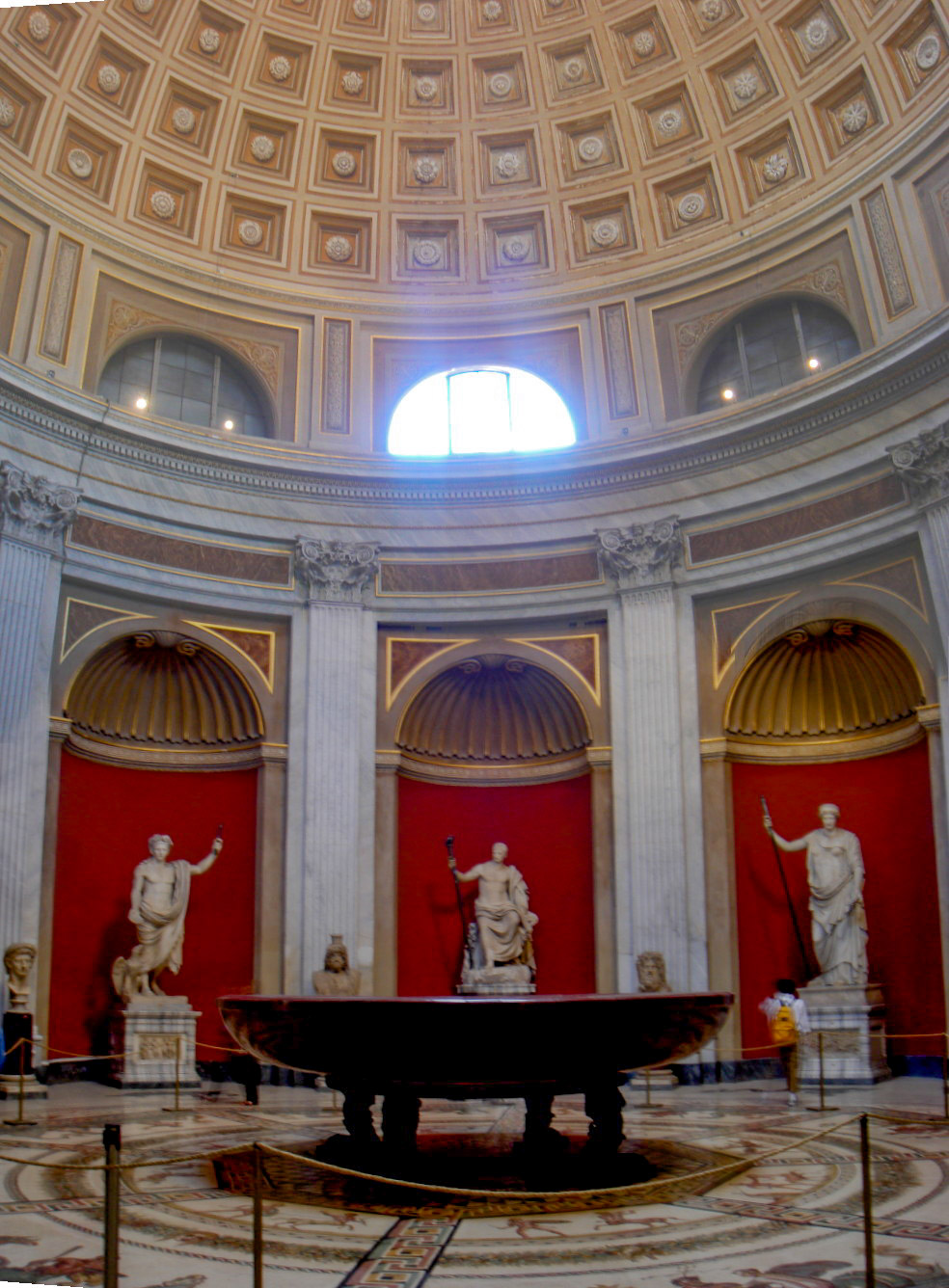
Sala de la Rotonda
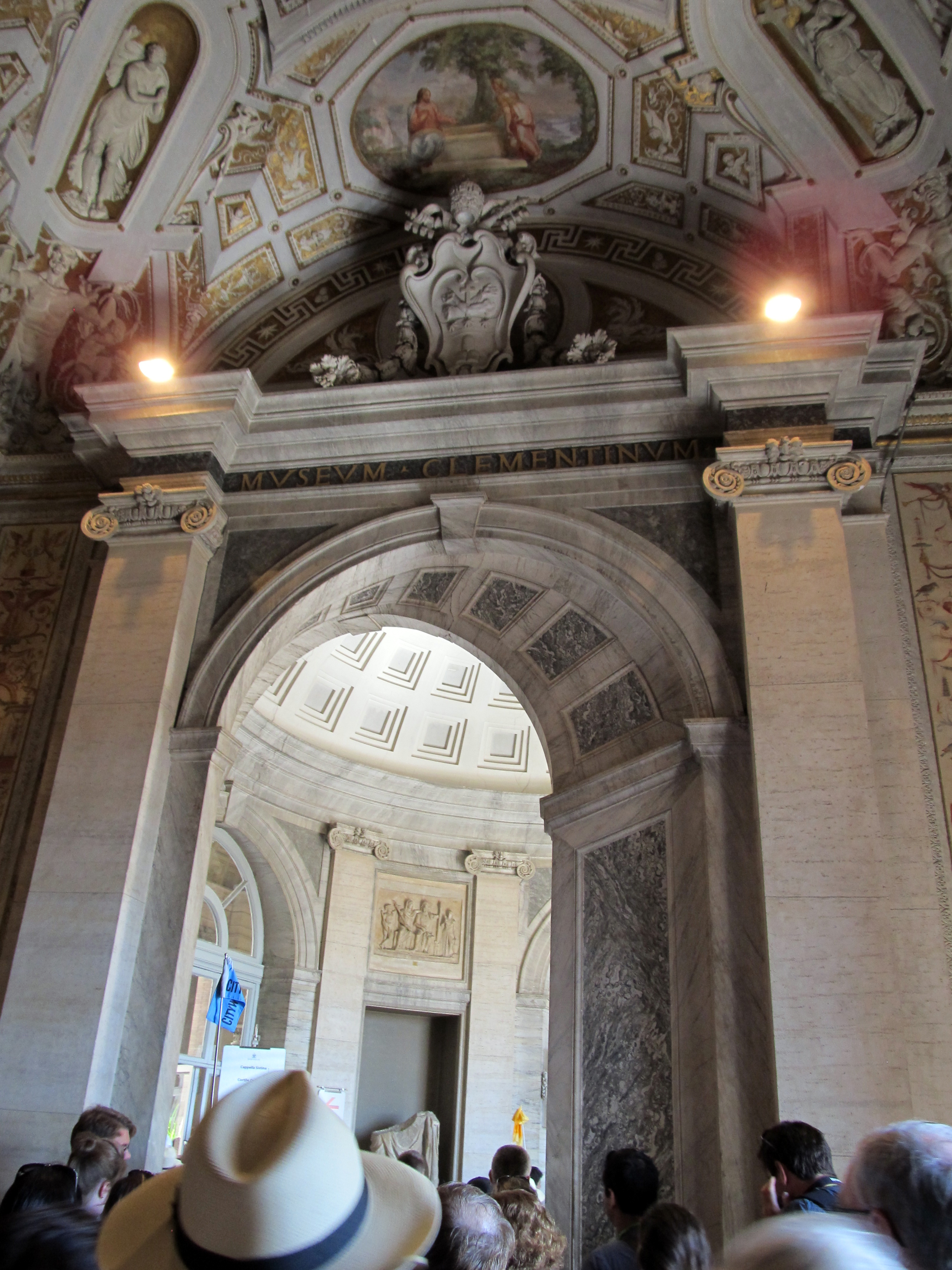